# Pont à coquille sur l'Aigue-Brun
Le Pont à coquille sur l'Aigue-Brun est un pont situé dans la Combe de Lourmarin, en Vaucluse, et enjambe la rivière Aigue Brun.
Un deuxième pont à coquille se situe dans la commune de Bonnieux.

## Histoire
Le pont est construit en 1606 à la place d'un pont plus ancien.
Le pont est inscrit au titre des monuments historiques par arrêté du 6 juin 1988.

## L'ouvrage
L'ouvrage évoque la logographie de Saint-Jacques-de-Compostelle bien qu'aucune inscription ne valide cette référence.

La rivière Aigue Brun que le pont enjambe est la seule du massif du Luberon à n'être jamais à sec.

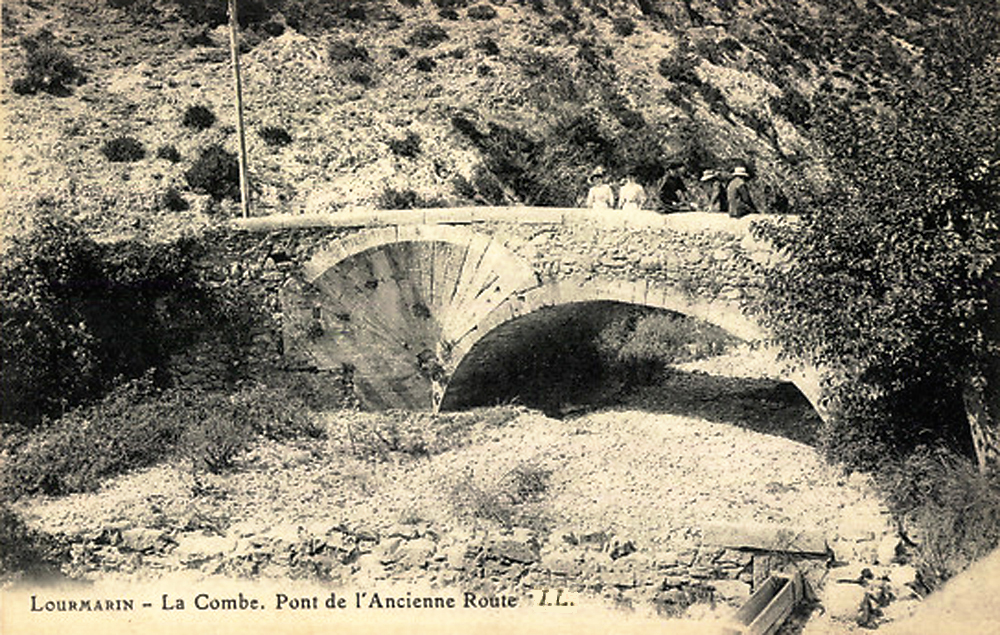
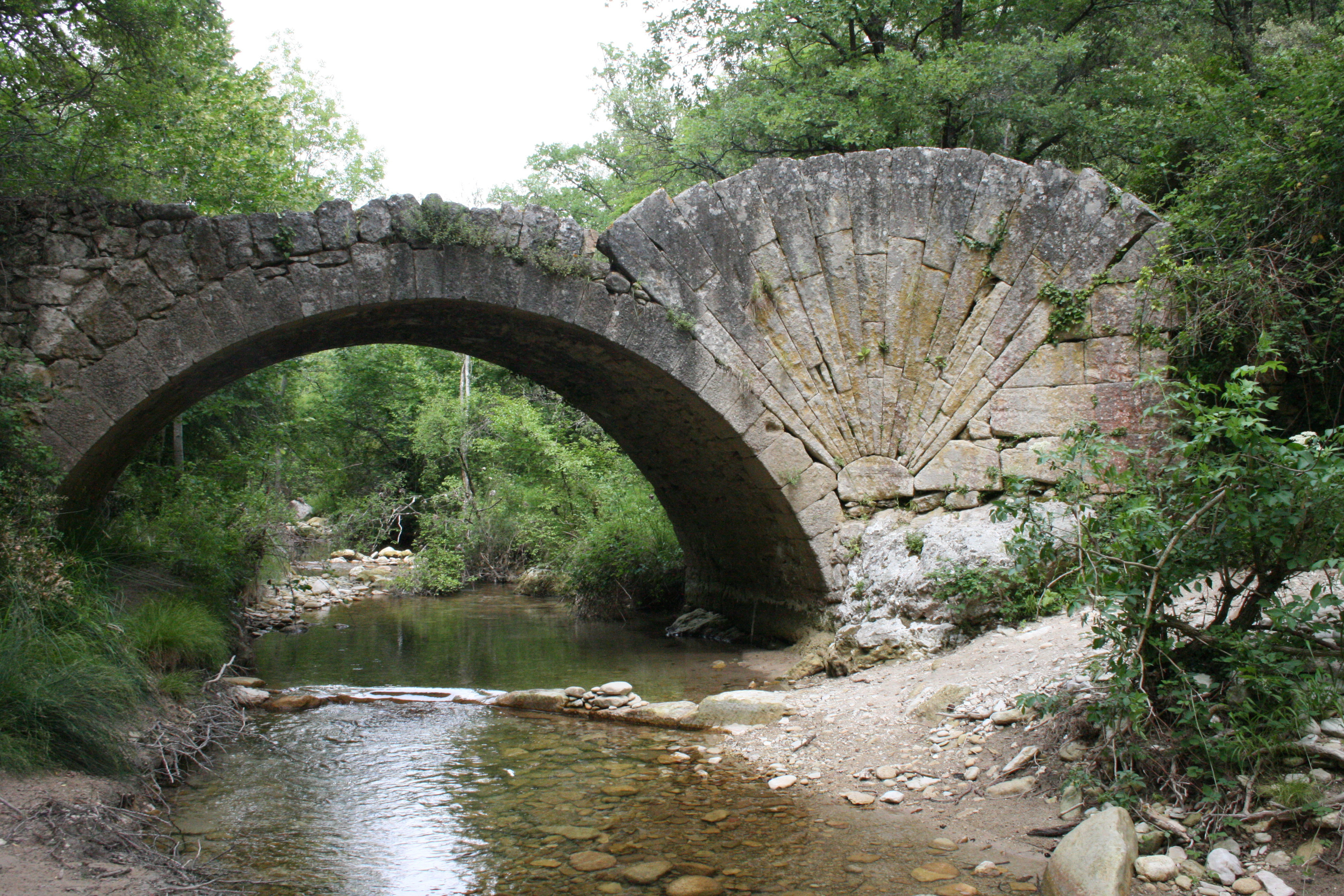
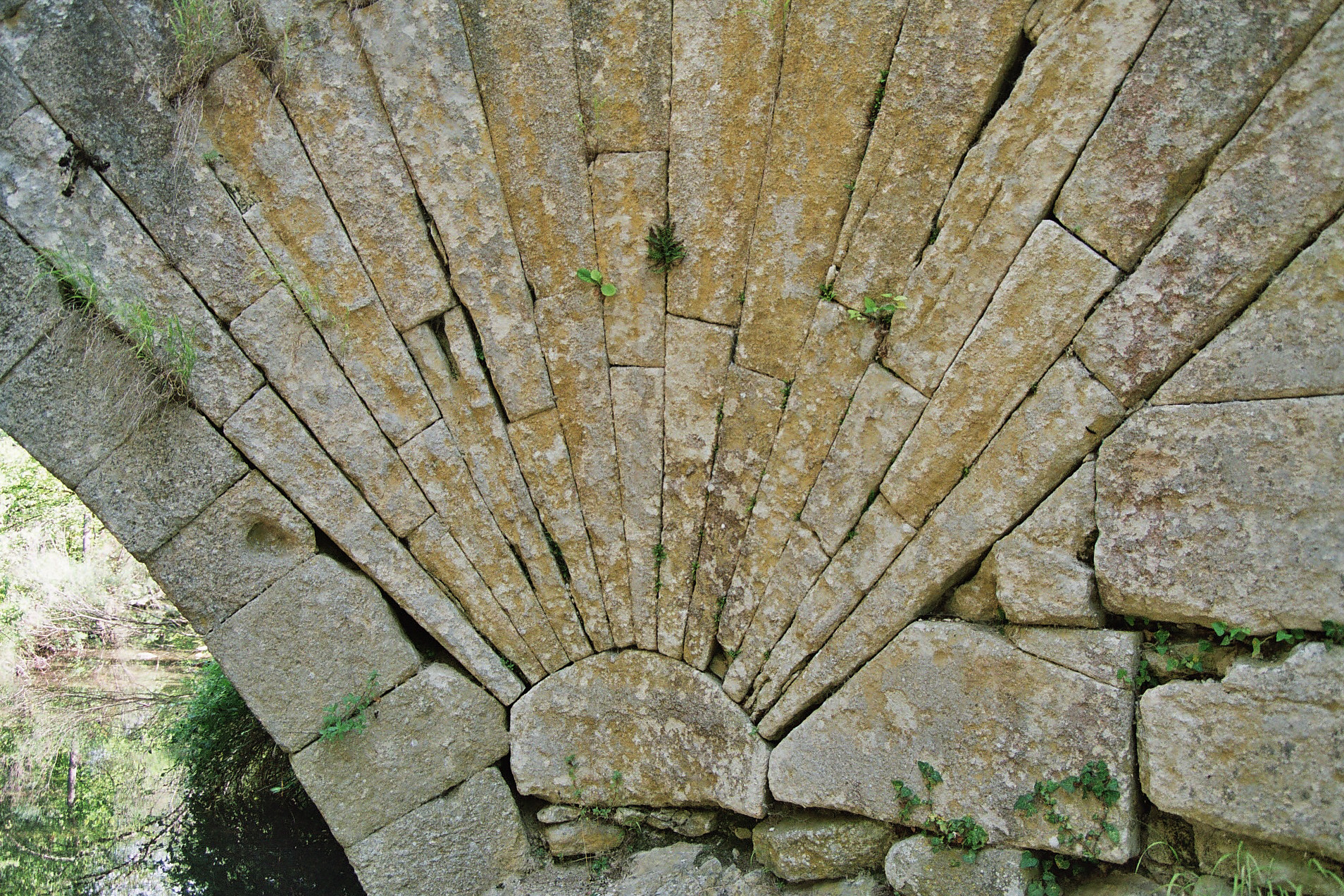